# Lycosa bicolor
Lycosa bicolor är en spindelart som beskrevs av Henry Roughton Hogg 1905. Lycosa bicolor ingår i släktet Lycosa och familjen vargspindlar. Inga underarter finns listade i Catalogue of Life.